# Isaac Rice

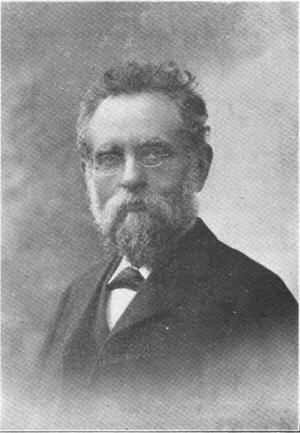
Isaac Rice (ca. 1905)

Isaac Leopold Rice (* 22. Februar 1850 in Wachenheim an der Weinstraße; † 2. November 1915 in New York City) war ein US-amerikanischer Jurist, Unternehmer und Schachspieler deutscher Herkunft.
Die Familie von Rice emigrierte in der zweiten Hälfte des 19. Jahrhunderts aus Deutschland in die USA, wo Isaac Rice in Philadelphia studierte. Rice spezialisierte sich auf das Eisenbahnrecht und wurde Begründer von Eisenbahngesellschaften in verschiedenen Städten der USA.
Er organisierte 1888 die Electric Storage Battery Company (ESB)
und investierte in die Entwicklung leistungsfähigerer Batterien. Er entwickelte das Unternehmen durch Zukäufe von Mitbewerbern und Patenten bis Ende 1894 zum Marktführer für stationäre Batterien und begann, in andere Märkte zu expandieren.
So kam es 1897 zur Gründung der Electric Vehicle Company (EVC), welche für kurze Zeit zum größten Autobauer der USA wurde. Rice verkaufte das Unternehmen bereits 1899 an ein Konsortium um William Collins Whitney. Nachdem er einer Reihe von Finanzskandalen und gerichtlichen Auseinandersetzungen mit Investoren zusehen musste, zog sich Pope zurück und EVC diente zuletzt nur dazu, das von Whitney erworbene Selden-Patent zu verwerten.
Der Konstrukteur und U-Boot-Pionier John Philip Holland trat 1898 an Rice heran um ihn zur Investition in sein Unternehmen zu bewegen. Daraus entstand 1899 die Electric Boat Company, welche bis heute existiert.
Durch seine Tätigkeit als Unternehmer wurde Rice noch vor der Jahrhundertwende sehr vermögend.
Seine Passion war Schach, das er als Amateur spielte und als Mäzen förderte. Nach ihm ist das aus heutiger Sicht inkorrekte Rice-Gambit im Kieseritzky-Gambit benannt, einer Variante des Königsspringergambits. Rice engagierte zahlreiche Spitzenspieler, darunter auch Weltmeister Emanuel Lasker, um es zu analysieren und seine Spielbarkeit nachzuweisen. 1904 fand in Monte Carlo ein doppelrundiges Meisterturnier mit sechs Teilnehmern statt, bei dem das Rice-Gambit als Eröffnung vorgeschrieben war. Den ersten Platz teilten sich Frank Marshall und Rudolf Swiderski, der gesamte Preisfonds belief sich auf 2500 Francs. Laut Oxford Companion to Chess ist das Gambit ein „groteskes Monument der Eitelkeit eines reichen Mannes“.
Isaac Rice war mit Julia Hyneman Barnett verheiratet und hatte sechs Kinder.